# Ardem Patapoutian

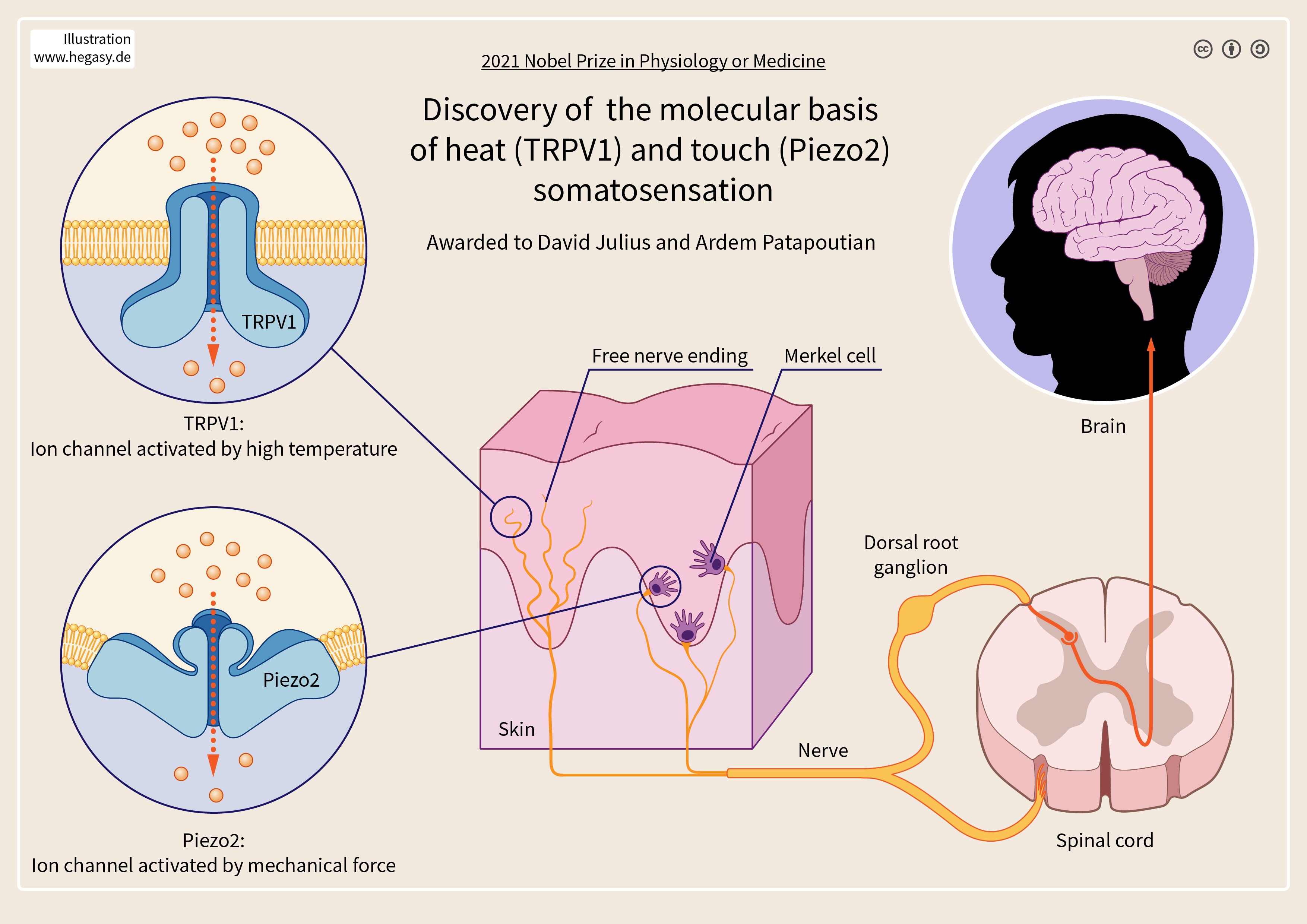
Nobelprijs voor Fysiologie of Geneeskunde 2021: ontdekking van TRPV1 en PIEZO2

Ardem Patapoutian (Armeens: Արտեմ Փաթափութեան, Beiroet, 1967) is een Amerikaanse-Libanese moleculair bioloog en neurowetenschapper, van Armeense afkomst, die in 2021 samen met David Julius de Nobelprijs voor Fysiologie of Geneeskunde won voor hun onderzoek naar het waarnemen door het menselijk lichaam van kou, warmte en aanrakingen.

## Biografie
Patapoutian werd geboren in een Armeense familie in Beiroet, Libanon. Hij studeerde een jaar aan de Amerikaanse Universiteit van Beiroet voordat hij in 1986 naar de Verenigde Staten emigreerde. Hij werd Amerikaans staatsburger. Hij kreeg in 1990 een bachelorgraad in cel- en ontwikkelingsbiologie van de Universiteit van Californië - Los Angeles en in 1996 promoveerde hij in biologie aan het California Institute of Technology onder leiding van Barbara Wold.
Als postdoctoraal onderzoeker werkte Patapoutian samen met Louis F. Reichardt aan de Universiteit van Californië - San Francisco. In 2000 werd hij universitair docent celbiologie aan het Scripps Research Institute in La Jolla, vanaf 2004 universitair hoofddocent en van 2008 tot 2017 hoogleraar. Tussen 2000 en 2014 had hij een aanvullende onderzoeksfunctie bij de Novartis Research Foundation. Sinds 2014 is Patapoutian onderzoeker voor het Howard Hughes Medical Institute (HHMI).

## Onderzoek
Patapoutian doet onderzoek naar de biologische receptoren voor temperatuur en aanraking (nociceptie). Deze kennis wordt gebruikt om behandelingen te ontwikkelen voor een reeks ziekten, waaronder chronische pijn. De ontdekkingen maakten het mogelijk om te begrijpen hoe warmte, koude en mechanische krachten zenuwimpulsen veroorzaken.
Het onderzoek van Patapoutian betreft de signaaltransductie van sensoren. Patapoutian en collega's hebben genen geïnactiveerd. Zo identificeerden ze het gen dat de cellen ongevoelig maakte voor aanraking. Het kanaal voor de tastzin heette PIEZO1. Door zijn gelijkenis met PIEZO1 werd een tweede gen ontdekt dat PIEZO2 werd genoemd. Dit ionkanaal, het belangrijkste van de twee mechanoreceptoren, is essentieel voor de tastzin. Van zowel PIEZO1- als PIEZO2-kanalen is aangetoond dat ze aanvullende belangrijke fysiologische processen reguleren, waaronder bloeddruk, ademhaling en controle over de urineblaas.
Patapoutian heeft ook een belangrijke bijdrage geleverd aan de identificatie van nieuwe ionkanalen en receptoren die worden geactiveerd door temperatuur, mechanische krachten of een groter celvolume. Patapoutian en collega's konden aantonen dat deze ionenkanalen een buitengewone rol spelen bij het gevoel van temperatuur, in het gevoel van aanraking, in proprioceptie, in het gevoel van pijn en in de regulatie van vasculaire tonus. Meer recent werk maakt gebruik van functionele genomics-technieken om mechanosensitieve ionkanalen te identificeren en te karakteriseren (mechanotransductie).

## Erkenning
Patapoutian heeft vanaf mei 2020 een h-index van 68 volgens Google Scholar en van 63 volgens Scopus. Vanaf 2016 is hij Fellow van de American Association for the Advancement of Science (AAAS), werd in 2017 lid van de National Academy of Sciences (NAS) en sinds 2020 van de American Academy of Arts and Sciences.  In 2017 ontving Patapoutian de W. Alden Spencer Award, in 2019 de Rosenstiel Award, in 2020 de Kavli Prize for Neuroscience,  en de BBVA Foundation Frontiers of Knowledge Award in Biology/Biomedicine.
In 2021 ontving hij samen met David Julius de Nobelprijs voor Fysiologie of Geneeskunde voor hun ontdekkingen van receptoren voor temperatuur en aanraking.
1901: Behring · 
1902: Ross · 
1903: Finsen · 
1904: Pavlov · 
1905: Koch · 
1906: Golgi, Ramón y Cajal · 
1907: Laveran · 
1908: Mechnikov, Ehrlich · 
1909: Kocher · 
1910: Kossel · 
1911: Gullstrand · 
1912: Carrel · 
1913: Richet ·
1914: Bárány · 
1919: Bordet · 
1920: Krogh · 
1922: Hill, Meyerhof · 
1923: Banting, Macleod · 
1924: Einthoven ·
1926: Fibiger · 
1927: Wagner-Jauregg · 
1928: Nicolle · 
1929: Eijkman, Hopkins · 
1930: Landsteiner · 
1931: Warburg · 
1932: Sherrington, Adrian · 
1933: Morgan · 
1934: Whipple, Minot, Murphy · 
1935: Spemann · 
1936: Dale, Loewi · 
1937: Szent-Györgyi · 
1938: Heymans · 
1939: Domagk · 
1943: Dam, Doisy · 
1944: Erlanger, Gasser · 
1945: Fleming, Chain, Florey · 
1946: Muller · 
1947: C. Cori, G. Cori, Houssay · 
1948: Müller · 
1949: Hess, Moniz · 
1950: Kendall, Reichstein, Hench · 
1951: Theiler · 
1952: Waksman · 
1953: Krebs,Lipmann ·
1954: Enders, Weller, Robbins · 
1955: Theorell · 
1956: Cournand, Forssmann, Richards · 
1957: Bovet · 
1958: Beadle, Tatum, Lederberg · 
1959: Ochoa, Kornberg · 
1960: Burnet, Medawar · 
1961: Békésy · 
1962: Crick, Watson, Wilkins · 
1963: Eccles, Hodgkin, Huxley · 
1964: Bloch, Lynen · 
1965: Jacob, Lwoff, Monod · 
1966: Rous, Huggins · 
1967: Granit, Hartline, Wald · 
1968: Holley, Khorana, Nirenberg · 
1969: Delbrück, Hershey, Luria · 
1970: Katz, Euler, Axelrod · 
1971: Sutherland · 
1972: Edelman, Porter · 
1973: Frisch, Lorenz, Tinbergen · 
1974: Claude, De Duve, Palade · 
1975: Baltimore, Dulbecco, Temin ·
1976: Blumberg, Gajdusek · 
1977: Guillemin, Schally, Yalow · 
1978: Arber, Nathans, Smith · 
1979: Cormack, Hounsfield · 
1980: Benacerraf, Dausset, Snell · 
1981: Sperry, Hubel, Wiesel · 
1982: Bergström, Samuelsson, Vane · 
1983: McClintock · 
1984: Jerne, Köhler, Milstein · 
1985: Brown, Goldstein · 
1986: Cohen, Levi-Montalcini · 
1987: Tonegawa · 
1988: Black, Elion, Hitchings · 
1989: Bishop, Varmus · 
1990: Murray, Thomas · 
1991: Neher, Sakmann · 
1992: Fischer, Krebs · 
1993: Roberts, Sharp · 
1994: Gilman, Rodbell · 
1995: Lewis, Nüsslein-Volhard, Wieschaus · 
1996: Doherty, Zinkernagel · 
1997: Prusiner · 
1998: Furchgott, Ignarro, Murad · 
1999: Blobel · 
2000: Carlsson, Greengard, Kandel ·
2001: Hartwell, Hunt, Nurse · 
2002: Brenner, Horvitz, Sulston · 
2003: Lauterbur, Mansfield · 
2004: Axel, Buck · 
2005: Marshall, Warren ·
2006: Fire, Mello ·
2007: Capecchi, Smithies, Evans ·
2008: Zur Hausen, Barré–Sinoussi, Montagnier ·
2009: Blackburn, Greider, Szostak ·
2010: Edwards ·
2011: Beutler, Hoffmann, Steinman ·
2012: Gurdon, Yamanaka ·
2013: Rothman, Schekman, Südhof ·
2014: O'Keefe, Moser, Moser ·
2015: Campbell, Omura, Tu ·
2016: Osumi ·
2017: Hall, Rosbash, Young ·
2018: Allison, Honjo ·
2019: Kaelin, Ratcliffe, Semenza ·
2020: Alter, Houghton, Rice ·
2021: Julius, Patapoutian ·
2022: Pääbo ·
2023: Karikó, Weissman ·
2024: Ambros, Ruvkun
- Gemeinsame Normdatei: 1242428089
- International Standard Name Identifier: 0000 0003 7101 8737
- Library of Congress Control Number: n2012184314
- ORCID: 0000-0003-0726-7034
- Virtual International Authority File: 250462679
- WorldCat: E39PBJrcfyTW3kbt3Rtv3gCG73